# 金桔城
金桔城（韩语：／ Kim Gil-seong，1966年3月7日—）是大韓民國的政治人物，現任第44任首爾特別市中區區廳長。

## 選舉
在第8次支部選舉中，以國民力量黨員的身份贏得初選，獲得首爾中區區長提名，擊敗共同民主黨候選人徐良鎬當選。